# Paralympische Zomerspelen 2004
De XIIe Paralympische Zomerspelen werden in 2004 in Athene, Griekenland gehouden, waar ook dat jaar de Olympische Spelen werden gehouden.
Nederland nam deel met 96 atleten, België met 26.

## Hoogtepunten
- De Japanse zwemmer Mayumi Narita won zeven keer goud en een keer brons
- De Canadese atlete Chantal Petitclerc won vijf keer goud waarvan drie keer met een wereldrecord. Ze won de 100, 200, 400, 800 en de 1.500 meter
- Bij het schieten was de Zweed Jonas Jacobsson oppermachtig. Hij won vier keer goud.
- De Amerikaanse zwemster Trischa Zorn won in Athene een keer brons en staat nu op het recordaantal medailles van 55. Hiervan zijn er 41 goud, 9 zilver en 5 brons.
- Française Béatrice Hess won haar 19e en 20e gouden medaille in het zwemmen.

### Openingsceremonie
Dressuurruiter Joop Stokkel was namens Nederland de vlagdrager tijdens de openingsceremonie. Deze ceremonie werd in een vol stadion (60.000 toeschouwers) gehouden, met optredens van Vicky Leandros en Marios Frangoulis.

### Sluitingsceremonie
De dag vóór de sluitingsceremonie vond er een verkeersongeluk plaats waarbij zeven scholieren om het leven kwamen. Zij waren met een bus op weg naar een onderdeel van de Paralympics. Hierom is besloten om de sluitingsceremonie zeer sober te houden. Alleen de officiële onderdelen vonden doorgang.

### Doping
Aan de vooravond van de Paralympics werd de Canadese hardloper Earle Connor betrapt op het gebruik van doping. In Sydney (2000) had hij nog de gouden plak op de 100 meter atletiek gewonnen.

## Sporten
Op het programma stonden 19 paralympische sporten. Het voetbal voor visueel beperkten werd voor het eerst gehouden. Bij het zitvolleybal debuteerden de vrouwen. Bij het tennis waren er voor het eerst onderdelen voor quads. Tussen haakjes staat het aantal onderdelen per sport.
- Atletiek (194)
- Bankdrukken (20)
- Basketbal (2)
- Boccia (7)
- Goalball (2)
- Boogschieten (7)
- Judo (13)
- Paardensport (9)
- Rugby (1)
- Schermen (15)
- Schietsport (12)
- Tafeltennis (28)
- Tennis (6)
- CP-voetbal (1)
- Blindenvoetbal(1)
- Volleybal (2)
- Wielersport (31)
- Zeilen (2)
- Zwemmen (1696)

## Medaillespiegel
Er werden op 519 onderdelen gouden, zilveren en bronzen medailles uitgereikt. Het IPC stelt officieel geen medaillespiegel op, maar geeft desondanks een medailletabel ter informatie. In de spiegel wordt eerst gekeken naar het aantal gouden medailles, vervolgens de zilveren medailles en tot slot de bronzen medailles.
De onderstaande tabel geeft de top-10, aangevuld met België en Nederland. Gastland Griekenland eindigde op de 34e plaats.
| Plaats | Land             | NPC | Goud | Zilver | Brons | Totaal |
| 1      | China            | CHN | 63   | 46     | 32    | 141    |
| 2      | Groot-Brittannië | GBR | 35   | 30     | 29    | 94     |
| 3      | Canada           | CAN | 28   | 19     | 25    | 72     |
| 4      | Verenigde Staten | USA | 27   | 22     | 39    | 88     |
| 5      | Australië        | AUS | 26   | 39     | 36    | 101    |
| 6      | Oekraïne         | UKR | 24   | 12     | 19    | 55     |
| 7      | Spanje           | ESP | 20   | 27     | 24    | 71     |
| 8      | Duitsland        | GER | 19   | 28     | 31    | 78     |
| 9      | Frankrijk        | FRA | 18   | 26     | 30    | 74     |
| 10     | Japan            | JPN | 17   | 15     | 20    | 52     |
|        |                  |     |      |        |       |        |
| 27     | Nederland        | NED | 5    | 12     | 12    | 29     |
|        |                  |     |      |        |       |        |
| 36     | België           | BEL | 3    | 2      | 2     | 7      |

## Gouden medailles behaald door Nederlandse atleten
- Kenny van Weeghel (atletiek, 400m wheelen T54)
- Esther Vergeer (rolstoeltennis, vrouwen enkelspel)
- Vergeer/Smit (rolstoeltennis, vrouwen dubbelspel)
- Robin Ammerlaan (rolstoeltennis, mannen enkelspel)
- Last/Heijnen (tafeltennis, mannen dubbel)

## Gouden medailles behaald door Belgische atleten
- Mathieu Loicq (tafeltennis, klasse 8)
- Ledoux/Loicq/Vergeylen (tafeltennis, klasse 8)
- Dirk Boon (wielrennen, tijdrit klasse CP/div.1-2)

## Deelnemende landen
Zeventien landen debuteerden op de Spelen. De volgende 135 Nationaal Paralympisch Comités werden tijdens de Spelen door een of meerdere sporters vertegenwoordigd: